# Doncourt-aux-Templiers
Doncourt-aux-Templiers ist eine französische Gemeinde mit 67 Einwohnern (Stand: 1. Januar 2022) im Département Meuse in der Region Grand Est (bis 2015: Lothringen). Die Gemeinde gehört zum Arrondissement Verdun, zum Kanton Étain und zum Gemeindeverband Territoire de Fresnes-en-Woëvre.
Umgeben wird Doncourt-aux-Templiers von den Nachbargemeinden Saint-Hilaire-en-Woëvre im Nordwesten und Norden, Labeuville im Nordosten, Woël im Südosten, Jonville-en-Woëvre im Südosten und Süden, Avillers-Sainte-Croix im Süden sowie Hannonville-sous-les-Côtes im Westen.

## Bevölkerungsentwicklung
| Jahr                       | 1962 | 1968 | 1975 | 1982 | 1990 | 1999 | 2006 | 2012 | 2019 |
| Einwohner                  | 101  | 98   | 68   | 70   | 76   | 68   | 69   | 80   | 56   |
| Quellen: Cassini und INSEE |      |      |      |      |      |      |      |      |      |

## Sehenswürdigkeiten
- Kirche Saint-Maurice, erbaut im 18. Jahrhundert

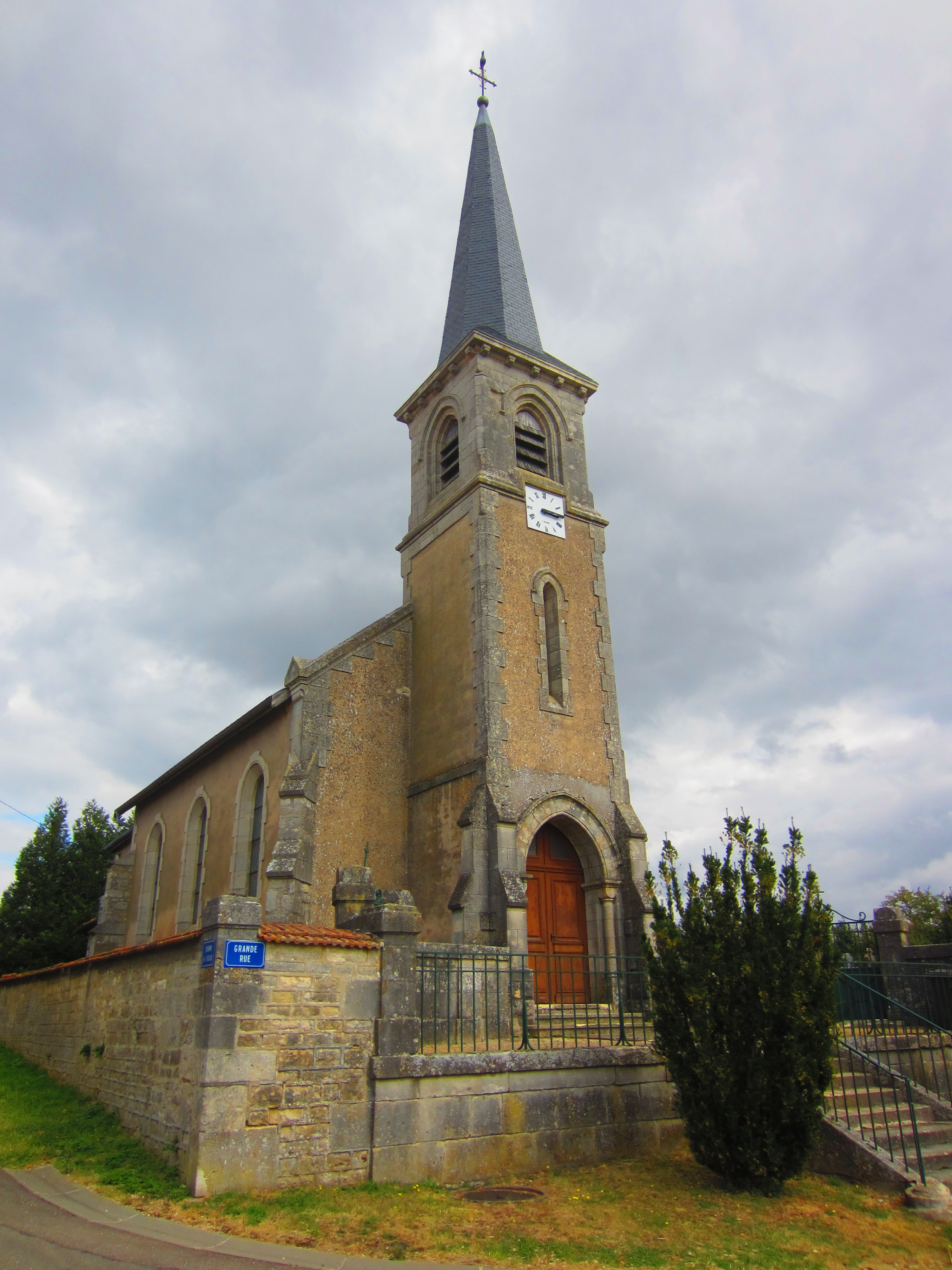
Kirche Saint-Maurice